# Amphoe Bueng Samakkhi

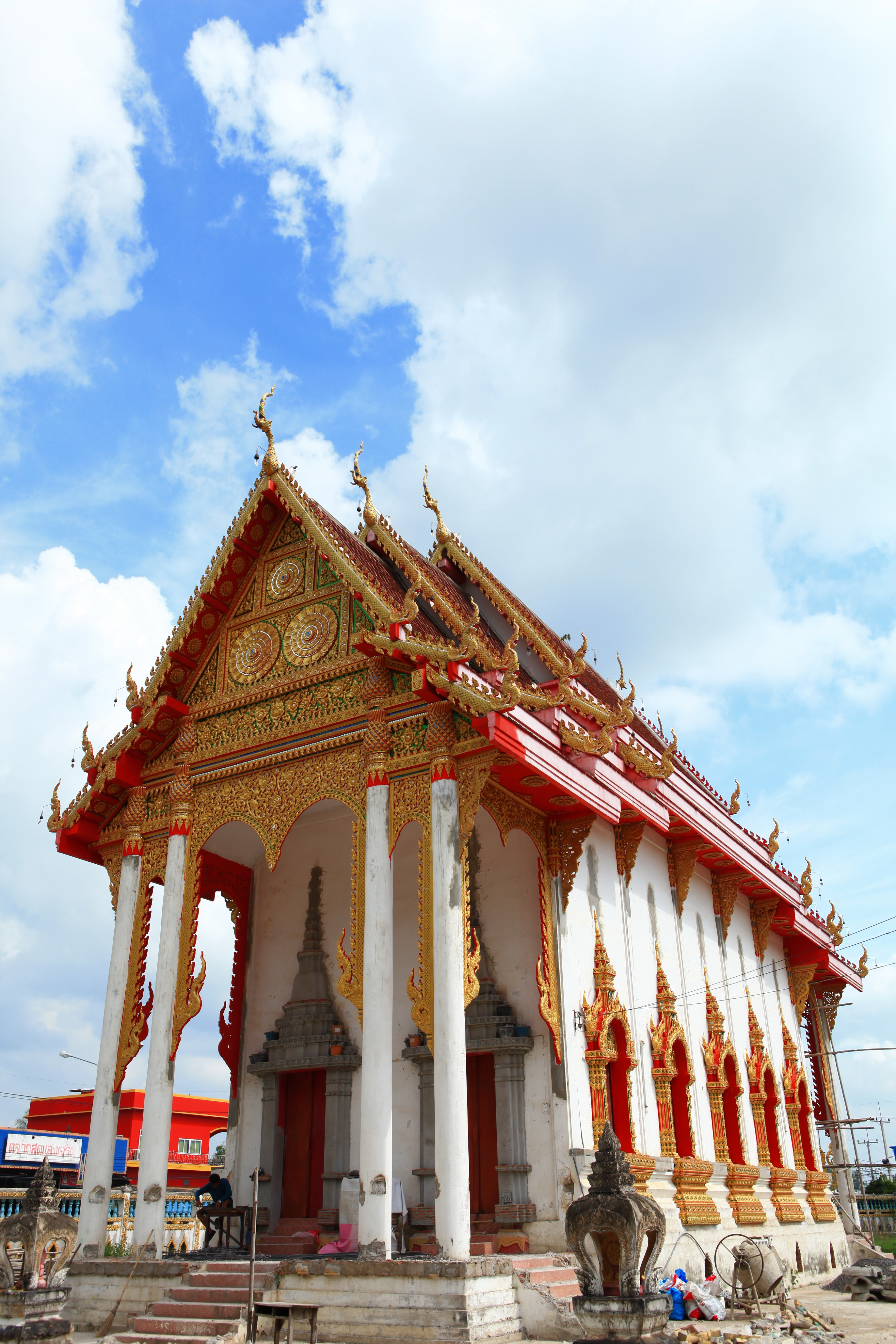
Ubosot des Wat Thung Sanun Rattanaram, Tambon Rahan

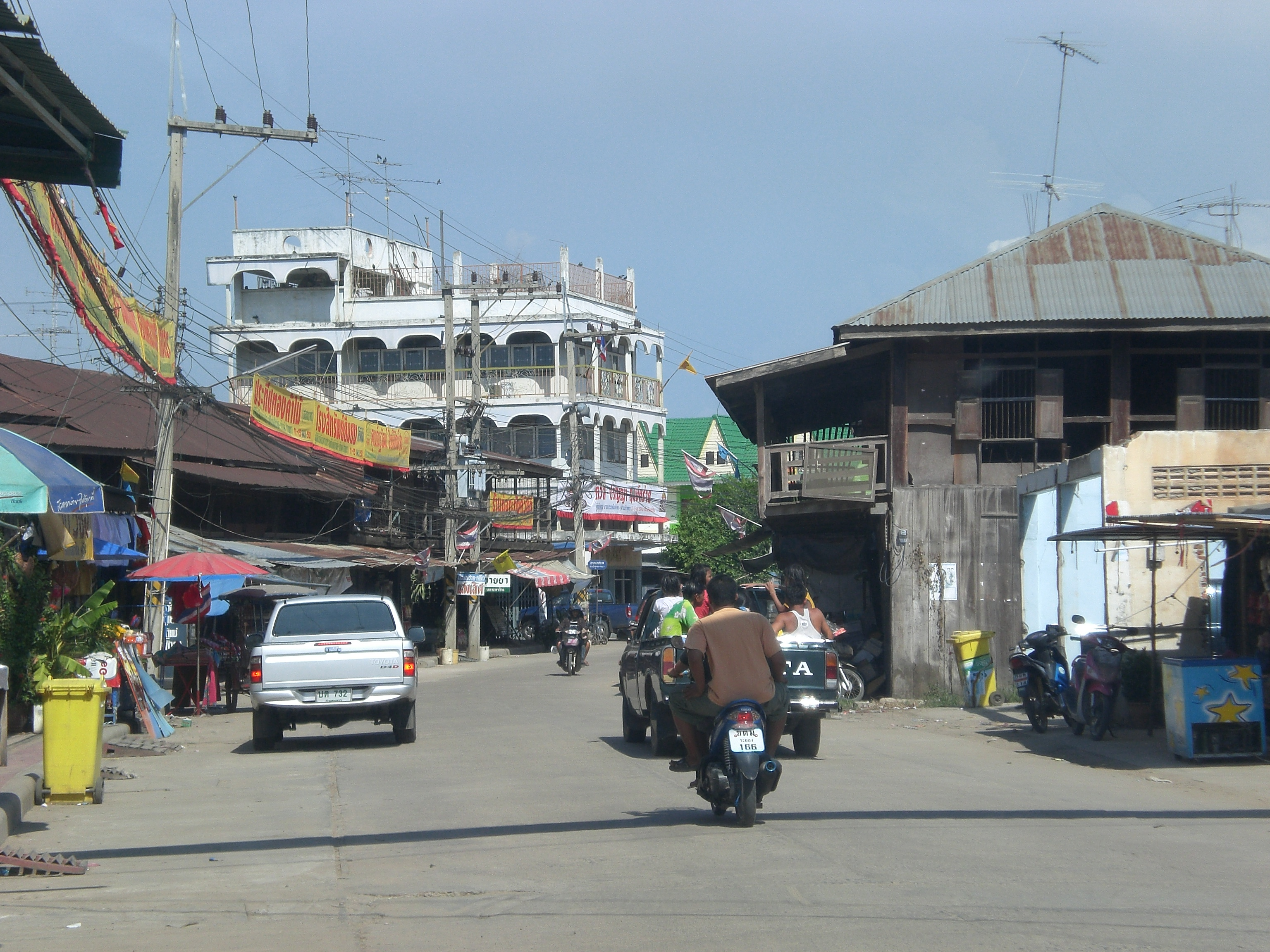
Straßenzug in Bueng Samakkhi

Amphoe Bueng Samakkhi (Thai: อำเภอ บึงสามัคคี, deutsch: „Harmonischer Sumpf“) ist ein Landkreis (Amphoe – Verwaltungs-Distrikt) im östlichen Teil der Provinz Kamphaeng Phet. Die Provinz Kamphaeng Phet liegt in der Nordregion von Thailand. 

## Geographie
Amphoe Bueng Samakkhi liegt in der Nachbarschaft folgender Amphoe (vom Süden aus im Uhrzeigersinn gesehen): Khanu Woralaksaburi, Khlong Khlung, Sai Thong Watthana der Provinz Kamphaeng Phet sowie Sam Ngam, Pho Prathap Chang und Bueng Na Rang in der Provinz Phichit.

## Geschichte
Am 30. April 1994 wurde Bueng Samakkhi zunächst als „Zweigkreis“ (King Amphoe) eingerichtet, indem die Tambon Wahan, Wang Cha-on und Bueng Samakkhi vom Amphoe Khanu Woralaksaburi abgetrennt wurden.
Die Regierung wählte diesen Namen, um an die Einheit der Bewohner dieser Amphoe zu erinnern.
Die thailändische Regierung hatte am 15. Mai 2007 beschlossen, alle 81 King Amphoe in den einfachen Amphoe-Status zu erheben, um die Verwaltung zu vereinheitlichen. 
Mit der Veröffentlichung in der Royal Gazette „Issue 124 chapter 46“ vom 24. August 2007 trat dieser Beschluss offiziell in Kraft.

## Verwaltung

### Provinzverwaltung
Der Landkreis Bueng Samakkhi ist in vier Tambon („Unterbezirke“ oder „Gemeinden“) eingeteilt, die sich weiter in 45 Muban („Dörfer“) unterteilen.
| Nr. | Name           | Thai    | Muban | Einw. |
| --- | -------------- | ------- | ----- | ----- |
| 01. | Bueng Samakkhi | บึงสามัคคี | 12    | 4.813 |
| 02. | Wang Cha-on    | วังชะโอน | 14    | 9.146 |
| 03. | Rahan          | ระหาน   | 10    | 7.314 |
| 04. | Thep Nimit     | เทพนิมิต  | 09    | 4.989 |

### Lokalverwaltung
Es gibt eine Kommune mit „Kleinstadt“-Status (Thesaban Tambon) im Landkreis:
- Rahan (Thai: เทศบาลตำบลระหาน) bestehend aus dem kompletten Tambon Rahan.

Außerdem gibt es drei „Tambon-Verwaltungsorganisationen“ (องค์การบริหารส่วนตำบล – Tambon Administrative Organizations, TAO)
- Bueng Samakkhi (Thai: องค์การบริหารส่วนตำบลบึงสามัคคี) bestehend aus dem kompletten Tambon Bueng Samakkhi.
- Wang Cha-on (Thai: องค์การบริหารส่วนตำบลวังชะโอน) bestehend aus dem kompletten Tambon Wang Cha-on.
- Thep Nimit (Thai: องค์การบริหารส่วนตำบลเทพนิมิต) bestehend aus dem kompletten Tambon Thep Nimit.